# Конституция Конфедеративных Штатов Америки
Конституция Конфедеративных Штатов Америки (The Constitution of the Confederate States of America) — Основной закон Конфедеративных Штатов Америки, принятый 11 марта 1861 года на первой сессии Временном Конгрессе Конфедеративных штатов Америки и действовавший все время гражданской войны. До принятия этой Конституции на территории Конфедерации действовала Временная Конституция (8 февраля — 11 марта). Оригинал временной конституции сейчас хранится в музее Конфедерации в Ричмонде. Он незначительно отличается от принятой позже Конституции. Рукописный оригинал Конституции хранится в Атланте, в архиве Университета Джорджии.

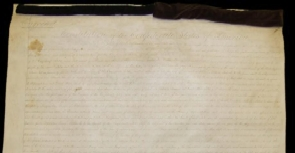
Текст Конституции

Большая часть текста Конституции КША совпадает с текстом Конституции США дословно. Имеется целый ряд разночтений в разных статьях. Прежде всего, Конституция КША даёт больше прав отдельным штатам, что отражено в её преамбуле. Президент КША избирался на шесть лет и не мог быть переизбран на второй срок (в отличие от президента США, который избирается на четыре года и, в то время, на неограниченное количество сроков).

## Рабство
Между конституциями США и КША существует некоторое различие в вопросах рабства. Конституция США не использует слово «рабство» или «негры-рабы», предпочитая формулировку «Persons held to Service or Labour (Лица для службы или работы)», которая применяется и к белым. Конституция же КША утверждает легальность рабства, называя его прямо.
Обе конституции запрещают импорт рабов из иностранных государств, но конституция КША допускает импорт рабов с территории США:

Статья I Секция 9(1)
Настоящим запрещается ввоз африканских негров из любого иностранного государства, кроме рабовладельческих штатов или территорий Соединенных Штатов Америки; Конгрессу вменяется принять законы, эффективно препятствующие такому ввозу.

Однако, конституция оставляет за Конгрессом право отменить такой ввоз:

Статья I Секция 9(2)
Конгресс имеет право запретить также ввоз рабов из штатов или территорий, не входящих в данную Конфедерацию.

В статью I, секцию 9(4) внесено уточнение, касательно негров:

Статья I Секция 9(4)
Не допускается принятие никаких законов о конфискации имущества, законов, имеющих обратную силу, а также законов, запрещающих или препятствующих осуществлению права собственности на рабов-негров.

В статью статью IV Секция 2(1), внесено уточнение, касательно негров:

Статья IV Секция 2(1)
Граждане каждого отдельного штата имеют те же права на все привилегии и право на неприкосновенность, что и граждане нескольких штатов; они имеют право перемещаться и проживать в любом штате данной Конфедерации, вместе со своими рабами и собственностью, и это не должно ущемлять их права на вышеупомянутых рабов.

В конституцию КША добавлен пункт, согласно которому институт рабства будет распространяться на все штаты, которые пожелают в будущем войти в Конфедерацию:

Статья IV Секция 3(3)
…Конгресс может санкционировать, в соответствии с законами, которые будут приняты, создание штатов, которые будут приняты в Конфедерацию. На всех таких территориях будет признан и охраняем Конгрессом и местным правительством институт рабства в той форме, в какой он существует в настоящий момент в Конфедеративных Штатах. Жители штатов и территорий, в настоящий момент входящих в Конфедерацию, имеют право привозить на эти новые территории всех рабов, законно принадлежащих им.

Вопреки распространенному мнению, в Конституции КША прямо не утверждается «вечность» рабства и его «краеугольность». Такое мнение основывается на речи их вице-президента Александра Стивенса, в которой тот, сравнивая конституции Конфедерации и Соединенных Штатов, указывал на краеугольное значение рабства. Эта речь вошла в историю как «Краеугольная речь».

## Подписи
Под текстом конституции подписались:
- Хоуэлл Кобб, президент Конгресса
- Южная Каролина: Роберт Барнвелл Ретт, К. Д. Меммингер, Уильям Порчер Майлз, Джеймс Чеснат, Р. В. Барнвелл, Уильям Бойс, Лоуренс Кейт, Томас Джефферсон Уитерс.
- Джорджия: Роберт Тумбс, Фрэнсис Бартоу, Мартин Крофорд, Александр Гамильтон Стивенс, Бенджамен Харви Хилл, Томас Кобб.
- Флорида: Джексон Мортон, Джеймс Андерсон, Джеймс Бирам Оуэнс.
- Алабама: Ричард Уолкер, Роберт Харди Смит, Колин Джон Макри, Уильям Чилтон, Стефан Хэйл, Дэвид Льюис, Томас Ферн, Джон Джилл Шортер, Дж. Л. Карри.
- Миссисипи: Александр Мосби Клейтон, Джеймс Томас Харрисон, Уильям Тейлор Салливан Бэрри, Уильям Сидни Уилсон, Уолкер Брук, Уили Поуп Харрис, Джошуа Эбигейл Паттерсон Кэмпбелл.
- Луизиана: Александр Этьен Декло, Чарльз Мэджилл Конрад, Дункан Кеннер, Генри Маршалл.
- Техас: Джон Хемпхилл, Томас Нэвилл Воул, Джон Рейган, Уильям Симпсон Олдем, Льюис Уингфол, Джон Грегг, Уильям Бек Окилтри.